# The Paul Simon Anthology
The Paul Simon Anthology er et dobbelt opsamlingsalbum fra Paul Simon udgivet i 1993.

## Spor

### CD1
1. "The Sound of Silence"
2. "Cecilia"
3. "El Condor Pasa"
4. "The Boxer"
5. "Mrs. Robinson"
6. "Bridge Over Troubled Water"
7. "Me and Julio Down by the Schoolyard"
8. "Peace Like a River"
9. "Mother and Child Reunion"
10. "American Tune"
11. "Loves Me Like a Rock"
12. "Kodachrome"
13. "Gone At Last"
14. "Still Crazy After All These Years"
15. "Something So Right"
16. "50 Ways to Leave Your Lover"
17. "Slip Slidin' Away"
18. "Late in the Evening"
19. "Hearts and Bones"
20. "Rene And Georgette Magritte With Their Dog After The War"

### CD2
1. "The Boy in the Bubble"
2. "Graceland"
3. "Under African Skies"
4. "That was Your Mother"
5. "Diamonds on the Soles of Her Shoes"
6. "You Can Call Me Al"
7. "Homeless"
8. "Spirt Voices"
9. "The Obvious Child"
10. "Can't Run But"
11. "Thelma"
12. "Further to Fly"
13. "She Moves On"
14. "Born at the Right Time" (Live)
15. "The Cool, Cool River" (Live)
16. "The Sound of Silence" (Live)